# Liste der Kulturdenkmäler in Frogner (Oslo)
Die Liste der Kulturdenkmäler in Frogner (Oslo) enthält die vom Riksantikvaren gelisteten Kulturgüter im Osloer Stadtteil Frogner. Nicht alle der gelisteten Kulturgüter stehen unter Denkmalschutz, können aber Teil eines denkmalgeschützten Ensembles sein oder ihre Veränderung muss mit dem Riksantikvaren abgesprochen werden. Die Denkmalnummer führt mit einem Link zur Beschreibungsseite kulturminnesøk des Riksantikvaren.

## Liste der Kulturdenkmäler in Frogner
- Karte mit allen Koordinaten:
- OSM |
- WikiMap